# Rangárþing ytra
Rangárþing ytra és un municipi d'Islàndia, a la regió de Suðurland. Té una extensió de 3.187 km² i una població de 1.940 habitants a primer de gener de 2025.
El municipi va ser creat el 16 de març de 2002 mitjançant la fusió dels antics municipis de Rangárvallahreppur, Djúpárhreppur i Holtaog Landsveit.
Les principals poblacions del municipi són Hella i Þykkvibær.